# Resolució 1468 del Consell de Seguretat de les Nacions Unides
La Resolució 1468 del Consell de Seguretat de les Nacions Unides fou adoptada per unanimitat el 20 de març de 2003. Després de recordar les resolucions anteriors sobre la situació a la República Democràtica del Congo, el Consell va acollir amb satisfacció un acord sobre l'establiment d'un govern de transició i va demanar una major presència de la Missió de les Nacions Unides a la República Democràtica del Congo (MONUC) a la província d'Ituri, a l'est del país, enmig d'una escalada de violència.

## Resolució

### Observacions
El Consell de Seguretat va agrair l'informe de l'Oficina de l'Alt Comissionat de les Nacions Unides per als Drets Humans (ACNUDH) sobre la situació a la província d'Ituri. A més, va donar la benvinguda al govern d'Angola per assegurar la implementació d'un acord per a la solució de la situació a Ituri, i el Govern de Sud-àfrica per ajudar les parts congoleses a arribar a un acord sobre arranjaments transitoris. La situació al país continua constituint una amenaça per a la pau i la seguretat internacionals a la regió dels Grans Llacs d'Àfrica.

### Actes
La resolució va donar la benvinguda a un acord el 6 de març de 2003 per part de les parts congoleses per establir un govern de transició i va instar les parts a fer-ho al més aviat possible sense demora. Va condemnar massacres i altres violacions del dret internacional humanitari i els drets humans, especialment contra dones i nenes, i les activitats del Moviment d'Alliberament del Congo, Reagraupament Congolès per la Democràcia i Unió dels Patriotes Congolesos a Ituri. El Consell instava que els noms dels oficials militars esmentats en l'informe de l'ACNUDH s'havien de portar a la justícia. En aquest sentit, es va instar als partits congolesos a tenir-ho en compte al nomenar membres del nou govern, establir una Comissió de la Veritat i la Reconciliació i respectar els drets humans i el dret internacional humanitari.
Mentrestant, es va demanar al secretari general Kofi Annan que incrementés el component de drets humans de MONUC i la presència de l'operació a la zona d'Ituri. El Consell de Seguretat va expressar la seva preocupació per lluitar a la ciutat de Bunia i va demanar un alto el foc i el final immediat de les hostilitats. Va exigir que tots els governs de la regió dels Grans Llacs cessessin el suport militar i financer a les parts implicades en el conflicte armat d'Ituri, i que Uganda retirés les seves forces i que Ruanda s'abstingués de retornar les seves tropes al República Democràtica del Congo. També preocupava la tensió entre Uganda i Ruanda i els seus representants a la República Democràtica del Congo i es va instar a totes les parts a garantir la seguretat dels civils i el personal de la MONUC a la regió d'Ituri.
El Consell va reiterar la seva preocupació per la manca d'informació sobre l'ús i el reclutament de nens soldats i la protecció dels menors, com es va esmentar a la Resolució 1460 (2003), així com les demandes contingudes en les resolucions 1261 (1999),  1314 (2000) i 1379 (2001). A més, la resolució exigia accés sense restriccions al Mecanisme de Verificació de Tercers i a la MONUC per avaluar les denúncies de la presència de tropes de Ruanda en territori congolès i el suport ofert pel Govern de la República Democràtica del Congo a grups armats a l'est del país.
Finalment, es va donar suport total a la tercera fase de desplegament de la MONUC d'acord amb la Resolució 1445 (2002).